# ともいき・木を植えたい
ともいき・木を植えたい（ともいき・きをうえたい）は、かつてハロプロエッグ（現・ハロプロ研修生）の選抜メンバーで構成されていたユニットである。

## メンバー
初期メンバー
- 前田憂佳（まえだ ゆうか、1994年12月28日 - ） - 2009年4月4日、スマイレージ（現・アンジュルム）へ移籍
- 有原栞菜（ありはら かんな、1993年6月15日 - ） - 2006年1月、℃-uteへ移籍
- 古川小夏（ふるかわ こなつ、1992年6月5日 - ） - 2011年1月31日、ハロプロエッグ卒業
- 大瀬楓（おおせ かえで、1991年4月29日 - ） - 2006年9月30日、THE ポッシボー（現・チャオ ベッラ チンクエッティ）へ移籍
- 能登有沙（のと ありさ、1988年12月26日 - ） - 2009年9月23日、アップフロントエッグへ移籍

初期メンバー卒業による追加メンバー
- 森咲樹（もり さき、1993年10月12日 - ） - 2011年1月17日、ハロプロエッグ卒業
- 湯徳歩美（ゆとく あゆみ、1993年10月19日 - ） - 2007年11月30日、ハロプロエッグ卒業

湯徳歩美卒業による追加メンバー
- 佐保明梨（さほ あかり、1995年6月8日 - ） - 2011年4月18日、ハロプロエッグ卒業

新体制以降のメンバー
- 西念未彩（さいねん みあ、1993年6月22日 - ） - 2010年6月29日[要出典]、ハロプロエッグ離脱
- 前田彩里（まえだ いろり、1997年5月7日 - ）  - 2010年11月、ハロプロエッグ卒業
- 岡井明日菜（おかい あすな、1996年5月14日 - ） - 2010年11月28日[要出典]、ハロプロエッグ離脱
- 仙石みなみ（せんごく みなみ、1991年4月30日 - ） - 2010年12月21日、ハロプロエッグ卒業
- 吉川友（きっかわ ゆう、1992年5月1日 - ） - 2010年12月24日、ハロプロエッグ卒業
- 譜久村聖（ふくむら みずき、1996年10月30日 - ） - 2011年1月2日、モーニング娘。へ移籍
- 新井愛瞳（あらい まなみ、1997年11月19日 - ） - 2011年3月9日、ハロプロエッグ卒業
- 佐藤綾乃（さとう あやの、1995年1月7日 - ） - 2011年3月9日、ハロプロエッグ卒業
- 北原沙弥香（きたはら さやか、1993年11月29日 - ） - 2011年3月9日、ハロプロエッグ卒業
- 勝田里奈（かつた りな、1998年4月6日 - ） - 2011年10月16日、スマイレージへ移籍
- 佐野香織里（さの かおり、1992年9月20日 - ） - アップフロントエッグのメンバー、後に事務所を離脱
- 金子りえ（かねこ りえ、1997年7月1日 - ） - 2013年末、ハロプロ研修生活動終了

## 概要
- NPO法人・PLANT A TREE PLANT LOVEによる植樹運動「HAND IN HAND」の応援隊として活動。
- 公式に用いられる略称は木を植えたい。
- 名目上はハロー!プロジェクトの正式メンバーではないハロプロエッグによるユニットであり、ハロー!プロジェクトの公式ユニットとしては扱われていないが、2006年12月20日発売のアルバム「プッチベスト7」には「みんなの木」が収録されている。
- 各メンバーはハロー!プロジェクトのコンサートにバックダンサーとして出演しており、またそれぞれ個別にハロプロエッグとしての活動を行っているが、ユニットとしての活動は2011年4月現在予定されていない。

## 略歴
- 前田憂佳、有原栞菜、古川小夏、大瀬楓、能登有沙の5人により結成[1]。

2005年
- 10月8日 - 10日、パシフィコ横浜で開催された「モーニング娘。“熱っちぃ地球を冷ますんだっ。”文化祭2005 in 横浜」で御披露目[1]。

2006年
- 1月2日、有原栞菜が℃-uteへ加入発表、その後1月28日に合流してハロー!プロジェクトの正式メンバーとなる。ともいき・木を植えたいには有原に代わり森咲樹が加入。
- 3月、公式ブログ開始[2]。
- 7月、HAND IN HANDの応援歌である「みんなの木」を歌うことが発表された。
- 8月22日、山梨県鳴沢村のPLANT A TREEファームとハーブ園で植樹等の活動を行った[3]。
- 9月23日、東京都品川区のアトレ目黒での活動に参加。
- 9月30日、品川区立品川小学校での活動に、前田憂佳、森咲樹、大瀬楓の3人が参加。この日を限りに、先にTHE ポッシボーへの加入を発表されていた大瀬が卒業した（発表は同年10月11日）。同時に、代替メンバーの補充が予告された。

2007年
- 1月10日、大瀬楓に代わるメンバーとして、湯徳歩美が加わることが発表された。
- 11月30日、湯徳歩美が卒業。
- 12月11日、佐保明梨が加入。

2008年
- 10月25日、第4回HAND IN HAND活動「品川カブ・クローバー・ゲンゲの種をまこう！の会」（アトレ目黒）に参加[4][5]。

2009年
- 3月31日 - サイトリニューアルのため、更新が一時ストップする。
- 9月23日 - アップフロントエッグ移籍に伴い、能登有沙が卒業。同時に従来の5人固定メンバー制からハロプロエッグのメンバーが参加する新体制に移行。公式サイトをリニューアルオープン。

## 作品

### シングル
- みんなの木（2006年9月16日）
  - 収録内容

  1. みんなの木
（作詞：鈴木美穂、作曲・編曲：中野雄太）
  2. 知りたいこといっぱい
（作詞：鈴木美穂、作曲：中野雄太、編曲：ats-）
  3. みんなの木 (Instrumental)

  - アップフロントワークスのインディーズレーベルでリリース。文化祭会場、PLANT A TREE通販で販売。またハロー!プロジェクトオフィシャルショップでも販売されている。

### アルバム
- プッチベスト7（2006年12月20日）
- ハロー!プロジェクト スペシャルユニット メガベスト（2008年12月10日）

## イベント
- モーニング娘。“熱っちぃ地球を冷ますんだっ。”文化祭2005 in 横浜（2005年10月8日 - 10日、パシフィコ横浜展示ホール）
- モーニング娘。“熱っちぃ地球を冷ますんだっ。”文化祭2006 in 横浜（2006年9月16日・17日、パシフィコ横浜展示ホール）
  - HAND IN HANDの応援歌「みんなの木」の披露、及び月島きらり starring 久住小春 (モーニング娘。)のバックダンサーとして出演した。同会場で発売された「みんなの木」のシングルCDは、用意された500枚を完売した。
- モーニング娘。“熱っちぃ地球を冷ますんだっ。”文化祭2007 in 横浜（2007年10月7日・8日、パシフィコ横浜展示ホール）